# مارك كوفي
مارك كوفي (بالإنجليزية: Mark Coffey)‏ هو مصارع محترف بريطاني، ولد في 1990 في غلاسكو في المملكة المتحدة.

## وصلات خارجية
- مارك كوفي على موقع دبليو دبليو إي (الإنجليزية)
- مارك كوفي على موقع WrestlingData.com (الإنجليزية)
- مارك كوفي على موقع CageMatch worker (الإنجليزية)
- مارك كوفي على موقع قاعدة بيانات المصارعة على الإنترنت (الإنجليزية)
- مارك كوفي على موقع عالم المصارعة على الإنترنت (الإنجليزية)

- مارك كوفي على موقع IMDb (الإنجليزية)